# Toni Hämmerle

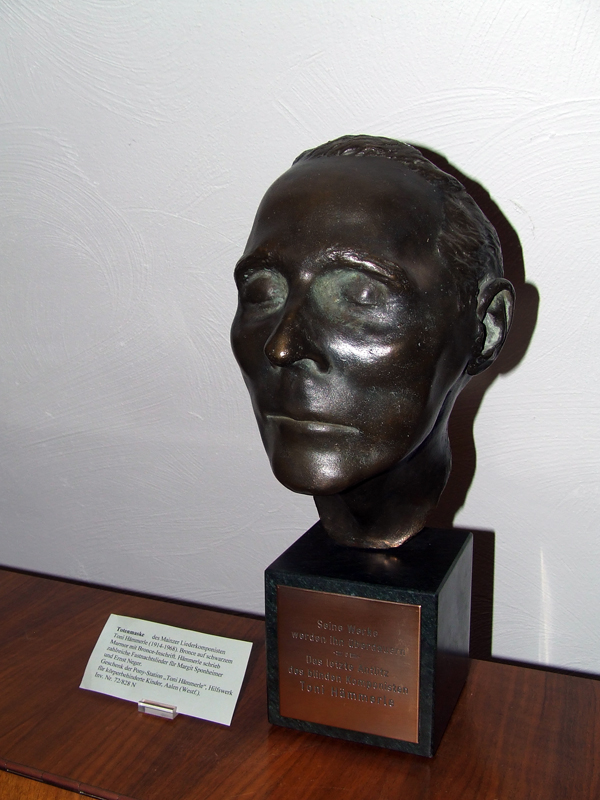
Totenmaske von Toni Hämmerle

Toni Hämmerle (* 11. Dezember 1914 in Mainz; † 8. Dezember 1968 in Gießen) war ein deutscher Komponist, Pianist, Organist und Violinist.

## Leben
Nach Kindheit und Schulzeit schloss Hämmerle sein Musikstudium mit dem Staatsexamen am Peter-Cornelius-Konservatorium der Stadt Mainz ab und war ab 1933 in seiner Heimatstadt als Musiklehrer tätig. Hämmerle, der schon immer an schwacher Sehkraft gelitten hatte, verlor sein Augenlicht vollständig, als er 1941 bei einem Bombenangriff auf Mainz verschüttet wurde. Nach dem Krieg war er als Telefonist an der Universität in Gießen angestellt, machte jedoch bald als Komponist, insbesondere auf dem Gebiet des Schlagers und des Karnevalsschlagers, von sich reden.
1952 begann die musikalische Zusammenarbeit mit Ernst Neger und damit auch mit dem Mainzer Carneval Verein. Seinen größten Erfolg hatte er 1963 mit dem Titel Humba Täterä. Er schrieb zahlreiche Stimmungs- und Karnevalslieder und komponierte neben zahlreichen Titeln für  Ernst Neger auch für Margit Sponheimer, Heinz Schenk, Camillo Felgen, Ralf Bendix und Paul Kuhn.
Hämmerle starb drei Tage vor seinem 54. Geburtstag an seinem Wohnort Gießen. 
In Erinnerung an ihn gründete Ernst Neger 1970 in Ahlen in Westfalen die Pony-Station Toni Hämmerle, Stätte zur Gesundheitsförderung körperbehinderter Kinder, in der hauptsächlich blinde Kinder betreut werden. Vor seiner Gießener Wohnung an der Ecke Stephan-/Goethestraße stellten die Stadt Gießen und die Gießener Fassenachts Vereinigung 2009 eine bronzene Büste des Komponisten auf.

## Kompositionen (Auswahl)
Mit seinen Kompositionen traf Toni Hämmerle stets den Zeitgeschmack. Bis zu seinem Tod schrieb er rund fünfzig Schlager, darunter:
- Auf einmal ist man fünfzig
- Mit dem Herz musst Du immer dabei sein
- Hätt der Adam aus dem Apfel Äppelwoi gemacht (für Heinz Schenk)
- Komponierter & Begleiteter Tonträger von Ursula Wyppych (1957)
- Wenn ich hoch droben auf den Dächern steh
- Hier am Rhein geht die Sonne nicht unter 1959
- Das Humpta-Täterä 1963 (auch Humba Täterä)
- Ich hab das Glück bestellt für heute abend 1963
- Hoppe Hoppe Reiter 1964
- Gib dem Bub die Geige nicht 1964
- Gell, du hast mich gelle gern 1965[3]